# 412
Починається падіння Західної Римської імперії.
Римська імперія розділена на дві частини. У Східній Римській імперії триває правління Феодосія II. У Західній формально править Гонорій, але більша частина території окупована варварами або узурпаторами. У Китаї правління династії Цзінь. В Індії правління імперії Гуптів. У Японії триває період Ямато. У Персії править династія Сассанідів.
На території лісостепової України Черняхівська культура. У Північному Причорномор'ї готи й сармати. Історики VI століття згадують плем'я антів, що мешкало на території сучасної України приблизно з IV сторіччя. З'явилися гуни, підкорили остготів та аланів й приєднали їх до себе.

## Події
- Вестготи під проводом Атаульфа окупували південну частину Галлії, Північна Галлія підконтрольна узурпатору Йовіну. Вестготи підтримують імператора Гонорія в боротьбі з ним.
- Узурпатор Йовін оголосив співправителем Себастіана.
- У Північній Африці Геракліан оголосив себе августом. Його бунт перекрив постачання Рима зерном.
- Імператор Гонорій відправив Олімпіадора в басейн Дунаю з посольством до гунів.
- У Константинополі збудовано Феодосієві мури. Відбудовуються форти на західному березі Дунаю.
- Едикт імператора Гонорія заборонив донатизм.

## Народились
- Прокл Діадох — давньогрецький філософ.

## Померли
- Улдін, вождь гунів.